# Albert Sánchez Piñol
Albert Sánchez Piñol (n. Barcelona; 11 de julio de 1965) es un escritor y antropólogo español. La mayor parte de su obra literaria está escrita en catalán. Es miembro del Centro de Estudios Africanos y ha colaborado en la redacción de anuarios para enciclopedias en CD-ROM. No terminó sus estudios de Derecho, pero sí los de Antropología por la Universidad de Barcelona.
Su primera novela, La piel fría, le ha valido el reconocimiento unánime de público y crítica. Su obra guarda semejanzas con otras de autores consagrados como Joseph Conrad, Robert Louis Stevenson y  Howard Phillips Lovecraft.

## Obra

### Narrativa
- Compagnie difficili (Compañía difícil, 2000, Literalia), coescrito con Marcelo Fois
- Les edats d'or (Las edades de oro, 2001, Proa)
- La pell freda (La piel fría, 2002), finalista del Premi Llibreter. Premio Ojo Crítico 2003
- Pandora al Congo (Pandora en el Congo, 2005, Suma de Letras y La Campana)
- Tretze Tristos Tràngols (Trece tristes trances, 2008, La Campana), libro de relatos
- Victus (2012, La Campana)
- El bosc, cuento adaptado al cine, únicamente disponible en libro electrónico, (2012, La Butxaca)
- Vae Victus (2015, La Campana)
- Fungus (2018, La Campana)
- El monstre de Santa Helena (2022, La Campana), trad. castellana de Ivette Antoni Fernández, El monstruo de Santa Elena, Alfaguara, 2022)
- Pregària a Prosèrpina (2023, La Campana), trad. castellana de Noemí Sobregués, Oración a Proserpina, Alfaguara, 2023)

### Ensayo
- Pallassos i monstres (Payasos y monstruos, 2000, La Campana)
- Quan érem genocides (2017, Núvol, libro electrónico)
- Les estructures elementals de la narrativa (2021, La Campana)

### Artículos
- "Las aventuras del género", El País, 1 de septiembre de 2006, http://elpais.com/diario/2006/09/01/cine/1157061605_850215.html

## Adaptaciones
- El bosque ha sido adaptada al cine en 2012 por el director y escritor español Óscar Aibar.
- La piel fría ha sido adaptada al cine en 2017 por el director francés Xavier Gens.
- Victus ha sido adaptada al cómic por Carles Santamaría, Cesc F. Dalmases, Marc Sintes.